# Småtjärnslåtten
Småtjärnslåtten este o arie protejată (arie specială de conservare — SAC, sit de importanță comunitară — SCI) din Suedia întinsă pe o suprafață de 42,9 ha, integral pe uscat.

## Localizare
Centrul sitului Småtjärnslåtten este situat la coordonatele 64°31′55″N 15°39′53″E / 64.532°N 15.6647°E.

## Înființare
Situl Småtjärnslåtten a fost declarat sit de importanță comunitară în decembrie 1998 pentru a proteja 1 specie de plante și 1 specie de animale. Situl a fost protejat și ca arie specială de conservare în martie 2011.

## Biodiversitate
Situată în ecoregiunea boreală, aria protejată conține 3 habitate naturale: Taiga vestică, Turbării Aapa, Lacuri și iazuri distrofice naturale.
La baza desemnării sitului se află mai multe specii protejate:
- plante (1): Calamagrostis chalybaea
- nevertebrate (1): Vertigo geyeri